# Primulina lobulata
Primulina lobulata là một loài thực vật có hoa trong họ Tai voi. Loài này có ở Quảng Đông (Trung Quốc); được W.T.Wang mô tả khoa học đầu tiên năm 1982 dưới danh pháp Chiritopsis lobulata. Năm 2011, Mich.Möller & A.Weber chuyển nó sang chi Primulina.